# Six Nations Tournament (lední hokej)
Six Nations Tournament byla mezinárodní profesionální hokejová liga. Byla založena v roce 1994 a zanikla v roce 1996. Ligy se účastnili kluby z Rakouska, Itálie, Francie, Nizozemska, Dánska a Slovinska.

## Vítězové soutěže
| Finále  | Domácí                         | Výsledek | Hosté         | Stadion               | Návštěvnost |
| ------- | ------------------------------ | -------- | ------------- | --------------------- | ----------- |
| 1994    | Rouen HC                       | 5–7      | HC Bolzano    | Patinoire Ile Lacroix | N/A         |
| 1994    | HC Bolzano                     | 5–3      | Rouen HC      | Palaonda              | N/A         |
| 1994    | Bolzano vítězí 12-8 na góly    |          |               |                       |             |
| 1995-96 | VEU Feldkirch                  | 2–5      | Rouen HC      | Vorarlberghalle       | 4942        |
| 1995-96 | Rouen HC                       | 7–3      | VEU Feldkirch | Patinoire Ile Lacroix | 3800        |
| 1995-96 | Rouen vítězí 2 výhrami v sérii |          |               |                       |             |